# Dianthus albens
Dianthus albens Aiton  är en nejlikväxt som beskrevs av William Aiton.
Dianthus albens ingår i släktet nejlikor, och familjen nejlikväxter. 
Inga underarter finns listade i Catalogue of Life.

## Beskrivning
Blommar från slutet november till december. Detta är högsommar på södra halvklotet! Blomfärgen varierar från vitt till rosa och lila.
Smala blad på stjälkar intill marken.
Pollineras av bin.
Fröna är svarta flak, som sprids med vinden.

## Homonymer
- Dianthus albens Eckl. & Zeyh. = Dianthus caespitosus ssp. pectinatus (Sond.) Hooper
- Dianthus albens Jacq. ex Sond. = Dianthus caespitosus ssp. caespitosus
- Dianthus albens Turcz. = Dianthus zeyheri ssp. zeyheri

## Habitat
Sydafrikas kustområden i sydväst.

## Biotop
Stenig mark, t o m i sanddyner. Mycket soligt.
Dianthus albens är inte nogräknad. pH kan vara allt från något surt till något basiskt.

## Etymologi
- Släktnamnet Dianthus härleds från grekiska Διός, Dios (ett alternativt namn till guden Zeus) och ἀνθός, anthos = blomma. Betydelsen blir sålunda Zeus blomma. I överförd bemärkelse kan det även förstås som gudomlig blomma. Detta var ett namn, som användes för en växt i antiken, redan 300 år före vår tideräkning.
- Artepitetet albens … (Info saknas.)

## Användning
Används som prydnadsväxt i stenträdgårdar.
Lättodlad. Kan frösås eller förökas med sticklingar, som vattnas.